# Miss Nicaragua 2008
Miss Nicaragua 2008, 26e élection de Miss Nicaragua, s'est déroulée le 23 février 2008 au Théâtre national Rubén Dario de Managua. La gagnante, Thelma Rodríguez, succède à Xiomara Blandino, Miss Nicaragua 2007.

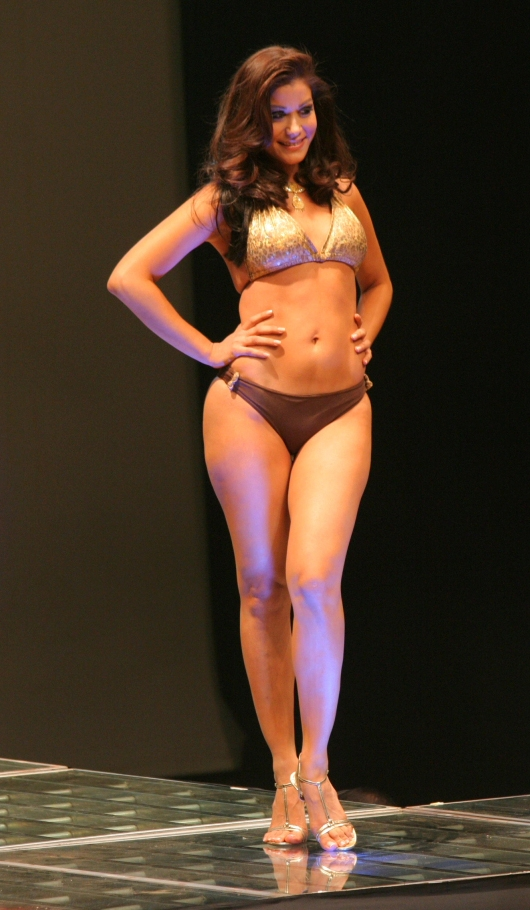

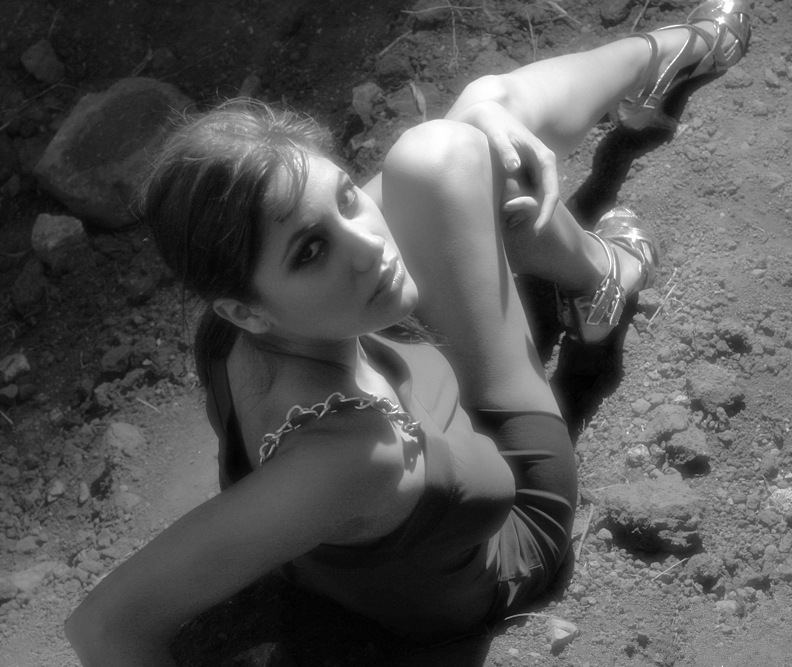

La cérémonie a été présentée par Gabriel Traversari et Xiomara Blandino, Miss Nicaragua 2007.

## Classement final
| Titre               | Candidates                                                                    |
| ------------------- | ----------------------------------------------------------------------------- |
| Miss Nicaragua 2008 | - Chinandega - Thelma Rodríguez                                               |
| 1re dauphine        | - Bluefields - Karina Gordon                                                  |
| 2e dauphine         | - Managua - Gwendolyne García Leets                                           |
| Top 6               | - Madriz - Amalia Palacios - Tipitapa - Blanca García - León - Nydia Blandino |

## Candidates

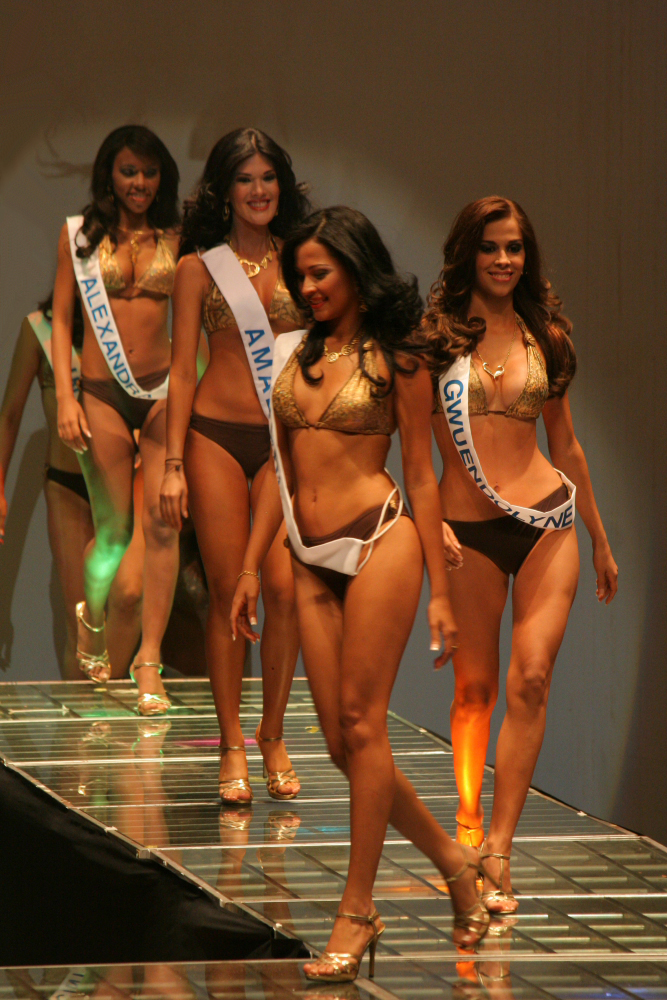
Nydia Blandino, Gwendolyne García Leets, Amalia Palacios et Alexandra Castillo lors du défilé de maillots de bain.

| Département   | Nom                               | Âge    | Taille |
| ------------- | --------------------------------- | ------ | ------ |
| Bluefields    | Karina Alexandra Gordon           | 18 ans | 1,73 m |
| Chinandega    | Thelma Guisselle Rodríguez Flores | 19 ans | 1,75 m |
| Chontales     | Cinthya Carolina Vega             | 21 ans | 1,75 m |
| Estelí        | Belkyss Gabriela Figueroa         | 21 ans | 1,71 m |
| Granada       | Ligia María Largaespada           | 23 ans | 1,71 m |
| Jinotega      | Louise Paola Ubeda                | 19 ans | 1,73 m |
| León          | Nydia Alejandra Blandino          | 21 ans | 1,65 m |
| Madriz        | Amalia Javiera Palacios           | 23 ans | 1,72 m |
| Managua       | Gwendolyne García Leets           | 21 ans | 1,70 m |
| Masaya        | Geisell Gabriela Reyes Pérez      | 21 ans | 1,74 m |
| Matagalpa     | Jassel Jiménez Artola             | 21 ans | 1,72 m |
| Nueva Segovia | Alexandra Sofía Castillo          | 23 ans | 1,67 m |
| RAAN          | Ingni Lilka Espinoza              | 23 ans | 1,70 m |
| Sebaco        | Sonia Catalina Barba              | 21 ans | 1,70 m |
| Tipitapa      | Blanca Rosalía García             | 19 ans | 1,67 m |

### Prix attribués
| Prix                 | Candidat(e)s                      |
| -------------------- | --------------------------------- |
| Miss Lubriderm Cream | Tipitapa - Blanca García          |
| Miss Elégance        | Managua - Gwendolyne García Leets |
| Le plus beau visage  | Managua - Gwendolyne García Leets |
| Miss Photogénique    | León - Nydia Blandino             |
| Miss Congénialité    | León - Nydia Blandino             |
| Meilleur sourire     | Tipitapa - Blanca García          |
| Meilleurs cheveux    | Managua - Gwendolyne García Leets |

## Observations